# Drenje
Drenje je obec (opčina) v Osijecko-baranjské župě ve východním Chorvatsku. V roce 2011 zde žilo celkem 583 obyvatel.
Obec se rozkládá na západním okraji pohoří Papuk (v jeho podhůří), jihovýchodně od města Našice a severozápadně od města Đakovo.
Drenje se rozkládá stranou hlavních dopravních tahů. Známým místním rodákem byl biskup Ivica Petnjak. Obec má základní školu.